# チョコレート革命 (曲)
「チョコレート革命」（チョコレートかくめい）は、みみめめMIMIの楽曲。ユカが作詞・作曲を手掛けた。みみめめMIMIの配信シングルとして、2016年2月3日にリリースされた。

## 背景
2015年12月28日にニッポン放送「ミュ〜コミ+プラス」にみみめめMIMIがゲスト出演した際に、番組内でバレンタインソングを作ろうとなり、リスナーに意見を募り、完成した楽曲である。
2016年1月27日に同番組に再びゲスト出演した際に、初解禁された。またこの日、みみめめMIMIが「ニッポン放送 LIVE EXPO TOKYO 2016 ミュ〜コミ＋プラスプレゼンツ アニメ紅白歌合戦 Vol.5」のオープニングアクトとして出演することが決定された。ミュ〜コミ+プラスでは新しいバレンタインソングとして広めるため、この曲を学校の校内放送で流せるという人にCDをプレゼントしたり、同番組内で度々流すなどしている。アレンジはOxTとしても活躍中のオーイシマサヨシが担当しており、ミュ〜コミ+プラスパーソナリティーであるニッポン放送の吉田尚記アナウンサーもナレーションの形で楽曲に参加している。